# Tour della nazionale maschile di rugby a 15 dell'Argentina 1989
Il tour della nazionale di rugby a 15 dell'Argentina 1989  fu una serie di incontri di rugby disputata nel 1989 in Nuova Zelanda.
Dopo l'isolamento politico-sportivo, conseguente alla Guerra delle Falkland, la nazionale argentina torna a visitare periodicamente l'Europa e in generale i paesi anglosassoni. È un periodo difficile, in quanto, esaurita l'epoca dei grandi talenti degli anni settanta come Hugo Porta, si assiste ad una crisi di ricambio che durerà sino alla fine degli anni novanta.
Nel 1989 i Pumas si recano in Nuova Zelanda, dove subiscono due pesanti sconfitte contro gli All Blacks.

## Risultati
| Arbitro: | Geoff Smith |

|           |      |                  |
| Ruddell   | mt   | Milano, Di Nisio |
|           | tr   | Baetti           |
| Johnson 4 | c.p. | Baetti 4         |

| Arbitro: | Lindsay McLachan |

|         |      |              |
| Bradley | mt   | meta tecnica |
|         | tr   | Baetti       |
|         | c.p. | Baetti       |

| Arbitro: | S. Bishop |

|                                        |      |          |
| Ridge 3, Iti 3 Wright 2, Brooke Kriwan | mt   | Di Nisio |
| Fox 9                                  | tr   | Baetti   |
| Fox                                    | c.p. |          |

| Arbitro: | Colin Hawke |

|        |    |                                           |
| Foster | mt | Baeck, Cuesta Silva 2 Mendy, meta tecnica |
|        | tr | Dominguez                                 |

| Arbitro: | Clive Norling |

| |            | |
| Gallaher 3, Jones 2 Wright 2, Kirwan 2 meta tecnica | mt         | Turnes |
| Fox 7 | tr         | Baetti |
| Fox 2 | c.p.       | Baetti |
| 15.John Gallagher, 14.John Kirwan, 13.Joe Stanley, 12.John Schuster, 11.Terry Wright, 10.Grant Fox, 9.Bruce Deans, 8.B.Shelford cap., 7.M.Jones, 6.A.Whetton, 5.Gary Whetton, 4.Murray Pierce, 3.R.Loe, 2.S.Fitzpatrick, 1.S.McDowell, sostituti: , Bernie McCahill, Frano Botica, Non entrati : , Graeme Bachop, Zinzan Brooke, Ron Williams, Warren Gatland | Formazioni | 15.Alejandro Scolni, 14.Cristian Mendy, 13.Marcelo Loffreda cap., 12.Fabián Turnes, 11.Diego Cuesta Silva, 10.Rafael Madero, 9.Daniel Baetti, 8.G.Milano, 7.P.Di Nisio, 6.M.Bertranou, 5.Marcelo Valesani, 4.Pablo Buabse, 3.L.Molina, 2.D.Cash, 1.S.Dengra, Non entrati : , Adrian Rocca, Ricardo le Fort, Joaquin Uriarte, Fabio Gómez, Marcelo Righentini, Juan Soler Valls |

| Arbitro: | T. Marshall |

|                             |      |           |
| Baeck, Righentini, Iachetti | mt   |           |
| Dominguez                   | tr   |           |
| Fairbrother                 | c.p. | Dominguez |
| Fairbrother                 | drop |           |

| Arbitro: | Keith Lawrence |

|                                 |      |                 |
| Deans, S. Bachop Maunsell, Bale | mt   | Gómez 3         |
| Deans 4                         | tr   | Madero , Turnes |
| Deans 3                         | c.p. |                 |

| Arbitro: | R. Soppet |

|                         |      |                         |
| Putt 2 Craies, Coventry | mt   | Cuesta Silva, Bertranou |
| Craies 4                | tr   | Baetti 2                |
| Craies 2                | c.p. |                         |

| Arbitro: | Clive Norling |

| |            | |
| Deans 2, Wright 2 A. Whetton, Gallagher, Kirwan | mt         | Dengra |
| Fox 6 | tr         | Baetti |
| Fox 3 | c.p.       | Turnes 2 |
| 15.John Gallagher, 14.John Kirwan, 13.Joe Stanley, 12.John Schuster, 11.Terry Wright, 10.Grant Fox, 9.Bruce Deans, 8.B.Shelford cap., 7.M.Jones, 6.A.Whetton, 5.Gary Whetton, 4.Murray Pierce, 3.Richard Loe, 2.S.Fitzpatrick, 1.S.Mc Dowell, sostituti: , Zinzan Brooke, Bernie McCahill | Formazioni | 15.Sebastian Salvat, 14.Cristian Mendy, 13.Diego Cuesta Silva, 12.Fabián Turnes, 11.Marcelo Righentini, 10.Rafael Madero, 9.Daniel Baetti cap., 8.G.Milano, 7.M.Bertanou, 6.P.Garreton, 5.Alejandro Iachetti, 4.Marcelo Valesani, 3.D.Cash, 2.J.J. Angelillo, 1.S.Dengra, sostituti: , Fabio Gómez |